# Тригеций
Тригеций (на латински: Trygetius; fl. 423 – 452) е политик на Западната Римска империя през 5 век.
Вероятно е баща на Мемий Емилий Тригеций (praefectus urbi, 483 г.) и Мемий Емилий Проб (vir inlustris).
През 423 г. служи като Comes rerum privatarum в двореца. През 435 г. е в делегеция до вандалите, на 11 февруари е в Hippo Regius или Ippona (днес Анаба, североизточен Алжир). През 452 г. император Валентиниан III и Сената го изпращат заедно с Генадий Авиен и владиката на Рим Лъв I да преговаря с краля на хуните Атила. След това е награден и става vir praefectorius на префектура.